# Minnesota Timberwolves 2024-2025
La stagione 2024-2025 dei Minnesota Timberwolves sarà la 36ª stagione della franchigia.

## Draft
| Giro | Scelta | Giocatore        | Ruolo | Nazionalità | Università/Squadra       |
| ---- | ------ | ---------------- | ----- | ----------- | ------------------------ |
| 1    | 27     | Terrence Shannon | G     | Stati Uniti | Illinois Fighting Illini |
| 2    | 37     | Bobi Klintman    | AP/AG | Svezia      | Cairns Taipans           |

## Roster
| \| Pos. \| Num. \| Naz. \| Nome \| Altezza \| Peso \| Data nascita \| Provenienza \| \| ---- \| ---- \| ---- \| ------------------------- \| ------- \| ------ \| ------------ \| -------------------- \| \| P \| 0 \| \| DiVincenzo, Donte \| 193 cm \| 92 kg \| 31-01-1997 \| Villanova University \| \| G/AP \| 00 \| \| Shannon, Terrence \| 198 cm \| 102 kg \| 30-07-2000 \| Illinois \| \| AG \| 3 \| \| McDaniels, Jaden \| 206 cm \| 84 kg \| 29-09-2000 \| Washington \| \| P \| 4 \| \| Dillingham, Rob \| 188 cm \| 74 kg \| 04-01-2005 \| Kentucky \| \| G/AP \| 5 \| \| Edwards, Anthony \| 193 cm \| 102 kg \| 05-08-2001 \| Georgia \| \| G/AP \| 7 \| \| Ingles, Joe \| 206 cm \| 100 kg \| 02-10-1987 \| Australia \| \| AP \| 8 \| \| Minott, Josh \| 203 cm \| 93 kg \| 25-11-2002 \| Memphis \| \| G \| 9 \| \| Alexander-Walker, Nickeil \| 196 cm \| 93 kg \| 02-10-1998 \| Virginia Tech \| \| P \| 10 \| \| Conley, Mike \| 185 cm \| 79 kg \| 11-10-1987 \| Ohio State \| \| AG \| 11 \| \| Reid, Naz \| 208 cm \| 113 kg \| 26-08-1999 \| LSU \| \| G \| 13 \| \| Newton, Tristen \| 196 cm \| 86 kg \| 26-04-2002 \| Connecticut \| \| C \| 14 \| \| Edwards, Jesse \| 213 cm \| 109 kg \| 18-03-2000 \| West Virginia \| \| G \| 22 \| \| Clark, Jaylen \| 196 cm \| 93 kg \| 13-10-2001 \| UCLA \| \| C \| 27 \| \| Gobert, Rudy \| 216 cm \| 117 kg \| 26-06-1992 \| Francia \| \| AG \| 30 \| \| Randle, Julius \| 206 cm \| 113 kg \| 29-11-1994 \| Kentucky \| \| AP \| 33 \| \| Miller, Leonard \| 208 cm \| 95 kg \| 26-11-2003 \| Fort Erie \| \| C \| 55 \| \| Garza, Luka \| 211 cm \| 122 kg \| 27-12-1998 \| Iowa \| | Allenatore - Chris Finch Assistente/i - Nathan Bubes - Moses Ehambe - Kevin Hanson - Chris Hines - Max Lefevre - Jeff Newton - Pablo Prigioni - Elston Turner - Corliss Williamson Legenda - (C) Capitano - (FA) Free agent - (S) Sospeso - (TW) Contratto Two-way - (GL) Assegnato a squadra G League affiliata - Infortunato Roster • Transazioni · Ultima transazione: 19 gennaio 2025 |                                              |                           |         |        |              |                      |
| Pos. | Num. | Naz.                                         | Nome                      | Altezza | Peso   | Data nascita | Provenienza          |
| P | 0 | Stati Uniti (bandiera)                       | DiVincenzo, Donte         | 193 cm  | 92 kg  | 31-01-1997   | Villanova University |
| G/AP | 00 | Stati Uniti (bandiera)                       | Shannon, Terrence         | 198 cm  | 102 kg | 30-07-2000   | Illinois             |
| AG | 3 | Stati Uniti (bandiera)                       | McDaniels, Jaden          | 206 cm  | 84 kg  | 29-09-2000   | Washington           |
| P | 4 | Stati Uniti (bandiera)                       | Dillingham, Rob           | 188 cm  | 74 kg  | 04-01-2005   | Kentucky             |
| G/AP | 5 | Stati Uniti (bandiera)                       | Edwards, Anthony          | 193 cm  | 102 kg | 05-08-2001   | Georgia              |
| G/AP | 7 | Australia (bandiera)                         | Ingles, Joe               | 206 cm  | 100 kg | 02-10-1987   | Australia            |
| AP | 8 | Stati Uniti (bandiera) · Giamaica (bandiera) | Minott, Josh              | 203 cm  | 93 kg  | 25-11-2002   | Memphis              |
| G | 9 | Canada (bandiera)                            | Alexander-Walker, Nickeil | 196 cm  | 93 kg  | 02-10-1998   | Virginia Tech        |
| P | 10 | Stati Uniti (bandiera)                       | Conley, Mike              | 185 cm  | 79 kg  | 11-10-1987   | Ohio State           |
| AG | 11 | Stati Uniti (bandiera)                       | Reid, Naz                 | 208 cm  | 113 kg | 26-08-1999   | LSU                  |
| G | 13 | Stati Uniti (bandiera)                       | Newton, Tristen           | 196 cm  | 86 kg  | 26-04-2002   | Connecticut          |
| C | 14 | Paesi Bassi (bandiera)                       | Edwards, Jesse            | 213 cm  | 109 kg | 18-03-2000   | West Virginia        |
| G | 22 | Stati Uniti (bandiera)                       | Clark, Jaylen             | 196 cm  | 93 kg  | 13-10-2001   | UCLA                 |
| C | 27 | Francia (bandiera)                           | Gobert, Rudy              | 216 cm  | 117 kg | 26-06-1992   | Francia              |
| AG | 30 | Stati Uniti (bandiera)                       | Randle, Julius            | 206 cm  | 113 kg | 29-11-1994   | Kentucky             |
| AP | 33 | Canada (bandiera)                            | Miller, Leonard           | 208 cm  | 95 kg  | 26-11-2003   | Fort Erie            |
| C | 55 | Stati Uniti (bandiera)                       | Garza, Luka               | 211 cm  | 122 kg | 27-12-1998   | Iowa                 |

## Uniformi
- Casa

| Association |

- Trasferta

| Icon |

- Alternativa

| Statemant |

## Risultati

### Preseason
| Preseason 2024                                    | Preseason 2024                                    | Preseason 2024                                    | Preseason 2024                                    | Preseason 2024                                    | Preseason 2024                                    | Preseason 2024                                    | Preseason 2024                                    | Preseason 2024                                    |
| Record preseason: 2-3 (Casa: 1-1; Trasferta: 1–2) | Record preseason: 2-3 (Casa: 1-1; Trasferta: 1–2) | Record preseason: 2-3 (Casa: 1-1; Trasferta: 1–2) | Record preseason: 2-3 (Casa: 1-1; Trasferta: 1–2) | Record preseason: 2-3 (Casa: 1-1; Trasferta: 1–2) | Record preseason: 2-3 (Casa: 1-1; Trasferta: 1–2) | Record preseason: 2-3 (Casa: 1-1; Trasferta: 1–2) | Record preseason: 2-3 (Casa: 1-1; Trasferta: 1–2) | Record preseason: 2-3 (Casa: 1-1; Trasferta: 1–2) |
| Partita                                           | Data                                              | Avversario                                        | Punteggio                                         | Più punti                                         | Più rimbalzi                                      | Più assist                                        | Stadio e spettatori                               | Record                                            |
| ------------------------------------------------- | ------------------------------------------------- | ------------------------------------------------- | ------------------------------------------------- | ------------------------------------------------- | ------------------------------------------------- | ------------------------------------------------- | ------------------------------------------------- | ------------------------------------------------- |
| 1                                                 | 4.10.2024                                         | @ Lakers                                          | V 124–107                                         | Minott (22)                                       | Garza (9)                                         | Shannon (6)                                       | Acrisure Arena (9 235)                            | 1–0                                               |
| 2                                                 | 11.10.2024                                        | 76ers                                             | V 121–111                                         | Reid (19)                                         | DiVincenzo (7)                                    | Dillingham (9)                                    | Wells Fargo Arena (14 981)                        | 2–0                                               |
| 3                                                 | 13.10.2024                                        | @ Knicks                                          | S 110–115                                         | Edwards (31)                                      | Gobert (10)                                       | DiVincenzo (7)                                    | Madison Square Garden (19 812)                    | 2-1                                               |
| 4                                                 | 16.10.2024                                        | @ Bulls                                           | S 123–125                                         | Minott (18)                                       | Gobert (7)                                        | DiVincenzo, McDaniels, Randle (5)                 | United Center (17 218)                            | 2-2                                               |
| 5                                                 | 17.10.2024                                        | Nuggets                                           | S 126–132                                         | Garza (29)                                        | Garza (9)                                         | Dillingham (7)                                    | Target Center (13 166)                            | 2-3                                               |

### Regular season

#### Ottobre 2024
| Stagione - Ottobre 2024                         | Stagione - Ottobre 2024                         | Stagione - Ottobre 2024                         | Stagione - Ottobre 2024                         | Stagione - Ottobre 2024                         | Stagione - Ottobre 2024                         | Stagione - Ottobre 2024                         | Stagione - Ottobre 2024                         | Stagione - Ottobre 2024                         |
| Record Ottobre: 2-2 (Casa: 1-1; Trasferta: 1-1) | Record Ottobre: 2-2 (Casa: 1-1; Trasferta: 1-1) | Record Ottobre: 2-2 (Casa: 1-1; Trasferta: 1-1) | Record Ottobre: 2-2 (Casa: 1-1; Trasferta: 1-1) | Record Ottobre: 2-2 (Casa: 1-1; Trasferta: 1-1) | Record Ottobre: 2-2 (Casa: 1-1; Trasferta: 1-1) | Record Ottobre: 2-2 (Casa: 1-1; Trasferta: 1-1) | Record Ottobre: 2-2 (Casa: 1-1; Trasferta: 1-1) | Record Ottobre: 2-2 (Casa: 1-1; Trasferta: 1-1) |
| Partita                                         | Data                                            | Avversario                                      | Punteggio                                       | Più punti                                       | Più rimbalzi                                    | Più assist                                      | Arena (spettatori)                              | Record                                          |
| ----------------------------------------------- | ----------------------------------------------- | ----------------------------------------------- | ----------------------------------------------- | ----------------------------------------------- | ----------------------------------------------- | ----------------------------------------------- | ----------------------------------------------- | ----------------------------------------------- |
| 1                                               | 22.10.2024                                      | @ Lakers                                        | S 103-110                                       | Edwards (27)                                    | Gobert (14)                                     | Randle (4)                                      | Crypto.com Arena (18 997)                       | 0-1                                             |
| 2                                               | 24.10.2024                                      | @ Kings                                         | V 117-115                                       | Randle (33)                                     | Reid (13)                                       | Conley, Edwards, Randle (4)                     | Golden 1 Center (18 049)                        | 1-1                                             |
| 3                                               | 26.10.2024                                      | Raptors                                         | V 112-101                                       | Edwards, Randle (24)                            | Gobert (12)                                     | Conley (6)                                      | Target Center (18 978)                          | 2-1                                             |
| 4                                               | 29.10.2024                                      | Mavericks                                       | S 114-120                                       | Edwards (37)                                    | Reid (9)                                        | Randle (7)                                      | Target Center (18 978)                          | 2-2                                             |

#### Novembre 2024
| Stagione - Novembre 2024                         | Stagione - Novembre 2024                         | Stagione - Novembre 2024                         | Stagione - Novembre 2024                         | Stagione - Novembre 2024                         | Stagione - Novembre 2024                         | Stagione - Novembre 2024                         | Stagione - Novembre 2024                         | Stagione - Novembre 2024                         |
| Record Novembre: 7-8 (Casa: 5-3; Trasferta: 2-5) | Record Novembre: 7-8 (Casa: 5-3; Trasferta: 2-5) | Record Novembre: 7-8 (Casa: 5-3; Trasferta: 2-5) | Record Novembre: 7-8 (Casa: 5-3; Trasferta: 2-5) | Record Novembre: 7-8 (Casa: 5-3; Trasferta: 2-5) | Record Novembre: 7-8 (Casa: 5-3; Trasferta: 2-5) | Record Novembre: 7-8 (Casa: 5-3; Trasferta: 2-5) | Record Novembre: 7-8 (Casa: 5-3; Trasferta: 2-5) | Record Novembre: 7-8 (Casa: 5-3; Trasferta: 2-5) |
| Partita                                          | Data                                             | Avversario                                       | Punteggio                                        | Più punti                                        | Più rimbalzi                                     | Più assist                                       | Arena (spettatori)                               | Record                                           |
| ------------------------------------------------ | ------------------------------------------------ | ------------------------------------------------ | ------------------------------------------------ | ------------------------------------------------ | ------------------------------------------------ | ------------------------------------------------ | ------------------------------------------------ | ------------------------------------------------ |
| 5                                                | 1.11.2024                                        | Nuggets                                          | V 119-116                                        | Edwards (29)                                     | Gobert (14)                                      | Randle (7)                                       | Target Center (18 978)                           | 3-2                                              |
| 6                                                | 2.11.2024                                        | @ Spurs                                          | S 103-116                                        | Edwards, Randle (21)                             | Edwards, Randle (5)                              | Alexander-Walker (6)                             | Frost Bank Center (18 257)                       | 3-3                                              |
| 7                                                | 4.11.2024                                        | Hornets                                          | V 114-93                                         | Reid (25)                                        | Reid (9)                                         | Conley, Gobert, Randle (4)                       | Target Center (18 978)                           | 4-3                                              |
| 8                                                | 7.11.2024                                        | @ Bulls                                          | V 135-119                                        | Edwards (33)                                     | Randle (10)                                      | Conley (11)                                      | United Center (19 621)                           | 5-3                                              |
| 9                                                | 8.11.2024                                        | Trail Blazers                                    | V 127-102                                        | Edwards (27)                                     | Gobert (15)                                      | DiVincenzo (7)                                   | Target Center (18 978)                           | 6-3                                              |
| 10                                               | 10.11.2024                                       | Heat                                             | S 94-95                                          | Edwards (22)                                     | Gobert (13)                                      | Edwards, Randle (6)                              | Target Center (18 978)                           | 6-4                                              |
| 11                                               | 12.11.2024                                       | @ Trail Blazers                                  | S 108-122                                        | Reid (28)                                        | Gobert (8)                                       | Conley (6)                                       | Moda Center (16 880)                             | 6-5                                              |
| 12                                               | 13.11.2024                                       | @ Trail Blazers                                  | S 98-106                                         | Edwards (24)                                     | Gobert, Randle (10)                              | Edwards (4)                                      | Moda Center (17 353)                             | 6-6                                              |
| 13                                               | 15.11.2024                                       | @ Kings                                          | V 126-130 (OT)                                   | Edwards (36)                                     | Gobert (11)                                      | Conley (7)                                       | Golden 1 Center (16 478)                         | 7-6                                              |
| 14                                               | 17.11.2024                                       | Suns                                             | V 120-117                                        | Randle (35)                                      | Gobert (10)                                      | Randle (7)                                       | Target Center (18 978)                           | 8-6                                              |
| 15                                               | 21.11.2024                                       | @ Raptors                                        | S 105-110                                        | Edwards (26)                                     | Gobert (11)                                      | DiVincenzo (4)                                   | Scotiabank Arena (19 296)                        | 8-7                                              |
| 16                                               | 24.11.2024                                       | @ Celtics                                        | S 105-107                                        | Edwards (28)                                     | Gobert (20)                                      | Edwards (7)                                      | TD Garden (19 156)                               | 8-8                                              |
| 17                                               | 26.11.2024                                       | Rockets                                          | S 111-117                                        | Edwards (29)                                     | Gobert (16)                                      | Dillingham (7)                                   | Target Center (18 978)                           | 8-9                                              |
| 18                                               | 27.11.2024                                       | Kings                                            | S 104-115                                        | Edwards (29)                                     | Randle (9)                                       | Edwards (5)                                      | Target Center (18 978)                           | 8-10                                             |
| 14                                               | 29.11.2024                                       | Clippers                                         | V 93-92                                          | Edwards (21)                                     | Alexander-Walker, Randle (10)                    | DiVincenzo, McDaniels (5)                        | Target Center (18 978)                           | 9-10                                             |

#### Dicembre 2024
| Stagione - Dicembre 2024                         | Stagione - Dicembre 2024                         | Stagione - Dicembre 2024                         | Stagione - Dicembre 2024                         | Stagione - Dicembre 2024                         | Stagione - Dicembre 2024                         | Stagione - Dicembre 2024                         | Stagione - Dicembre 2024                         | Stagione - Dicembre 2024                         |
| Record Dicembre: 8-5 (Casa: 3-2; Trasferta: 5-3) | Record Dicembre: 8-5 (Casa: 3-2; Trasferta: 5-3) | Record Dicembre: 8-5 (Casa: 3-2; Trasferta: 5-3) | Record Dicembre: 8-5 (Casa: 3-2; Trasferta: 5-3) | Record Dicembre: 8-5 (Casa: 3-2; Trasferta: 5-3) | Record Dicembre: 8-5 (Casa: 3-2; Trasferta: 5-3) | Record Dicembre: 8-5 (Casa: 3-2; Trasferta: 5-3) | Record Dicembre: 8-5 (Casa: 3-2; Trasferta: 5-3) | Record Dicembre: 8-5 (Casa: 3-2; Trasferta: 5-3) |
| Partita                                          | Data                                             | Avversario                                       | Punteggio                                        | Più punti                                        | Più rimbalzi                                     | Più assist                                       | Arena (spettatori)                               | Record                                           |
| ------------------------------------------------ | ------------------------------------------------ | ------------------------------------------------ | ------------------------------------------------ | ------------------------------------------------ | ------------------------------------------------ | ------------------------------------------------ | ------------------------------------------------ | ------------------------------------------------ |
| 20                                               | 2.12.2024                                        | Lakers                                           | V 109-80                                         | Randle (18)                                      | Gobert (12)                                      | DiVincenzo (9)                                   | Target Center (18 978)                           | 10-10                                            |
| 21                                               | 4.12.2024                                        | @ Clippers                                       | V 108-80                                         | Randle (20)                                      | Gobert (9)                                       | Gobert (7)                                       | Intuit Dome (15 111)                             | 11-10                                            |
| 22                                               | 6.12.2024                                        | @ Warriors                                       | V 107-90                                         | Edwards (30)                                     | Gobert (11)                                      | Edwards (9)                                      | Chase Center (18 064)                            | 12-10                                            |
| 23                                               | 8.12.2024                                        | @ Warriors                                       | S 106-114                                        | Edwards (27)                                     | Randle (11)                                      | Edwards (6)                                      | Chase Center (18 064)                            | 12-11                                            |
| 24                                               | 13.12.2024                                       | Lakers                                           | V 97-87                                          | Edwards (23)                                     | Gobert (13)                                      | Conley (7)                                       | Target Center (18 978)                           | 13-11                                            |
| 25                                               | 15.12.2024                                       | @ Spurs                                          | V 106-92                                         | Edwards (26)                                     | McDaniels (11)                                   | Conley (8)                                       | Frost Bank Center (16 816)                       | 14-11                                            |
| 26                                               | 19.12.2024                                       | Knicks                                           | S 107-133                                        | Randle (24)                                      | McDaniels, DiVincenzo (6)                        | Edwards (7)                                      | Target Center (18 978)                           | 14-12                                            |
| 27                                               | 21.12.2024                                       | Warriors                                         | S 103-113                                        | DiVincenzo, Edwards (19)                         | Gobert (12)                                      | Randle (6)                                       | Target Center (18 978)                           | 14-13                                            |
| 28                                               | 23.12.2024                                       | @ Hawks                                          | S 104-117                                        | Reid (23)                                        | Randle (13)                                      | Randle (7)                                       | State Farm Arena (17 051)                        | 14-14                                            |
| 29                                               | 25.12.2024                                       | @ Mavericks                                      | V 105-99                                         | Edwards (26)                                     | Gobert, Randle (10)                              | Randle (8)                                       | American Airlines Center (20 341)                | 15-14                                            |
| 30                                               | 27.12.2024                                       | @ Rockets                                        | V 113-112                                        | Randle (27)                                      | Gobert (9)                                       | Randle (8)                                       | Toyota Center (18 055)                           | 16-14                                            |
| 31                                               | 29.12.2024                                       | Spurs                                            | V 112-110                                        | DiVincenzo (26)                                  | Gobert (15)                                      | DiVincenzo, Edwards, Randle (4)                  | Target Center (18 978)                           | 17-14                                            |
| 32                                               | 31.12.2024                                       | @ Thunder                                        | S 105-113                                        | Edwards (20)                                     | Reid (8)                                         | Randle (6)                                       | Paycom Center (18 203)                           | 17-15                                            |

#### Gennaio 2025
| Stagione - Gennaio 2025                          | Stagione - Gennaio 2025                          | Stagione - Gennaio 2025                          | Stagione - Gennaio 2025                          | Stagione - Gennaio 2025                          | Stagione - Gennaio 2025                          | Stagione - Gennaio 2025                          | Stagione - Gennaio 2025                          | Stagione - Gennaio 2025                          |
| Record Gennaio: 10-6 (Casa: 3-4; Trasferta: 7-2) | Record Gennaio: 10-6 (Casa: 3-4; Trasferta: 7-2) | Record Gennaio: 10-6 (Casa: 3-4; Trasferta: 7-2) | Record Gennaio: 10-6 (Casa: 3-4; Trasferta: 7-2) | Record Gennaio: 10-6 (Casa: 3-4; Trasferta: 7-2) | Record Gennaio: 10-6 (Casa: 3-4; Trasferta: 7-2) | Record Gennaio: 10-6 (Casa: 3-4; Trasferta: 7-2) | Record Gennaio: 10-6 (Casa: 3-4; Trasferta: 7-2) | Record Gennaio: 10-6 (Casa: 3-4; Trasferta: 7-2) |
| Partita                                          | Data                                             | Avversario                                       | Punteggio                                        | Più punti                                        | Più rimbalzi                                     | Più assist                                       | Arena (spettatori)                               | Record                                           |
| ------------------------------------------------ | ------------------------------------------------ | ------------------------------------------------ | ------------------------------------------------ | ------------------------------------------------ | ------------------------------------------------ | ------------------------------------------------ | ------------------------------------------------ | ------------------------------------------------ |
| 33                                               | 2.1.2025                                         | Celtics                                          | S 115-118                                        | Randle (27)                                      | McDaniels, Randle (8)                            | Randle (7)                                       | Target Center (18 978)                           | 17-16                                            |
| 34                                               | 4.1.2025                                         | @ Pistons                                        | S 105-119                                        | Edwards (53)                                     | Randle (7)                                       | Randle (6)                                       | Little Caesars Arena (20 062)                    | 17-17                                            |
| 35                                               | 6.1.2025                                         | Clippers                                         | V 108-106                                        | Edwards (37)                                     | Gobert (18)                                      | Edwards (8)                                      | Target Center (18 978)                           | 18-17                                            |
| 36                                               | 7.1.2025                                         | @ Pelicans                                       | V 104-97                                         | Edwards (32)                                     | Gobert (14)                                      | DiVincenzo (7)                                   | Smoothie King Center (16 282)                    | 19-17                                            |
| 37                                               | 9.1.2025                                         | @ Magic                                          | V 104-89                                         | Randle (23)                                      | Gobert (12)                                      | Edwards (7)                                      | Kia Center (18 846)                              | 20-17                                            |
| 38                                               | 11.1.2025                                        | Grizlies                                         | S 125-127                                        | DiVincenzo (27)                                  | DiVincenzo (10)                                  | Randle (8)                                       | Target Center (18 978)                           | 20-18                                            |
| 39                                               | 13.1.2025                                        | @ Wizards                                        | V 120-106                                        | Edwards (41)                                     | Gobert (11)                                      | Edwards (7)                                      | Capital One Arena (14 386)                       | 21-18                                            |
| 40                                               | 15.1.2025                                        | Warriors                                         | S 115-116                                        | DiVincenzo, Edwards (18)                         | Gobert (10)                                      | DiVincenzo (9)                                   | Target Center (18 978)                           | 21-19                                            |
| 41                                               | 17.1.2025                                        | @ Knicks                                         | V 116-99                                         | Edwards (36)                                     | Edwards (13)                                     | Edwards (7)                                      | Madison Square Garden (19 812)                   | 22-19                                            |
| 42                                               | 18.1.2025                                        | Cavaliers                                        | S 117-124                                        | Edwards (28)                                     | Randle (14)                                      | Randle (9)                                       | Target Center (18 978)                           | 22-20                                            |
| 43                                               | 20.1.2025                                        | @ Grizzlies                                      | S 106-108                                        | Edwards (32)                                     | McDaniels (12)                                   | Conley (8)                                       | FedExForum (17 794)                              | 22-21                                            |
| 44                                               | 22.1.2025                                        | @ Mavericks                                      | V 115-114                                        | McDaniels (27)                                   | McDaniels (8)                                    | Conley (8)                                       | American Airlines Center (20 025)                | 23-21                                            |
| 45                                               | 25.1.2025                                        | Nuggets                                          | V 133-104                                        | Edwards (34)                                     | Gobert (14)                                      | Edwards (9)                                      | Target Center (18 978)                           | 24-21                                            |
| 46                                               | 27.1.2025                                        | Hawks                                            | V 100-92                                         | Edwards (23)                                     | Gobert (10)                                      | Conley, Edwards (4)                              | Target Center (18 978)                           | 25-21                                            |
| 47                                               | 29.1.2025                                        | @ Suns                                           | V 121-113                                        | Edwards (33)                                     | Edwards, Randle (7)                              | Conley, Randle (6)                               | Footprint Center (17 071)                        | 26-21                                            |
| 48                                               | 30.1.2025                                        | @ Jazz                                           | V 138-113                                        | Edwards (36)                                     | Gobert (9)                                       | Edwards (11)                                     | Delta Center (18 175)                            | 27-21                                            |

#### Febbraio 2025
| Stagione - Febbraio 2025                         | Stagione - Febbraio 2025                         | Stagione - Febbraio 2025                         | Stagione - Febbraio 2025                         | Stagione - Febbraio 2025                         | Stagione - Febbraio 2025                         | Stagione - Febbraio 2025                         | Stagione - Febbraio 2025                         | Stagione - Febbraio 2025                         |
| Record Febbraio: 5-8 (Casa: 4-4; Trasferta: 1-4) | Record Febbraio: 5-8 (Casa: 4-4; Trasferta: 1-4) | Record Febbraio: 5-8 (Casa: 4-4; Trasferta: 1-4) | Record Febbraio: 5-8 (Casa: 4-4; Trasferta: 1-4) | Record Febbraio: 5-8 (Casa: 4-4; Trasferta: 1-4) | Record Febbraio: 5-8 (Casa: 4-4; Trasferta: 1-4) | Record Febbraio: 5-8 (Casa: 4-4; Trasferta: 1-4) | Record Febbraio: 5-8 (Casa: 4-4; Trasferta: 1-4) | Record Febbraio: 5-8 (Casa: 4-4; Trasferta: 1-4) |
| Partita                                          | Data                                             | Avversario                                       | Punteggio                                        | Più punti                                        | Più rimbalzi                                     | Più assist                                       | Arena (spettatori)                               | Record                                           |
| ------------------------------------------------ | ------------------------------------------------ | ------------------------------------------------ | ------------------------------------------------ | ------------------------------------------------ | ------------------------------------------------ | ------------------------------------------------ | ------------------------------------------------ | ------------------------------------------------ |
| 49                                               | 1.2.2025                                         | Wizards                                          | S 103-105                                        | McDaniels (23)                                   | Gobert (16)                                      | Dillingham (7)                                   | Target Center (18 978)                           | 27-22                                            |
| 50                                               | 3.2.2025                                         | Kings                                            | S 114-116                                        | Reid (30)                                        | Gobert (13)                                      | Conley (9)                                       | Target Center (18 978)                           | 27-23                                            |
| 51                                               | 5.2.2025                                         | Bulls                                            | V 127-108                                        | Edwards (49)                                     | Gobert (15)                                      | Conley (9)                                       | Target Center (18 978)                           | 28-23                                            |
| 52                                               | 6.2.2025                                         | Rockets                                          | V 127-114                                        | Edwards (41)                                     | Reid (11)                                        | Edwards (6)                                      | Target Center (18 978)                           | 29-23                                            |
| 53                                               | 8.2.2025                                         | Trail Blazers                                    | V 114-98                                         | McDaniels (30)                                   | Gobert (11)                                      | Alexander-Walker, Dillingham (6)                 | Target Center (18 978)                           | 30-23                                            |
| 54                                               | 10.2.2025                                        | @ Cavaliers                                      | S 107-128                                        | Edwards (44)                                     | Gobert (8)                                       | Reid (4)                                         | Rocket Mortgage FieldHouse (19 432)              | 30-24                                            |
| 55                                               | 12.2.2025                                        | Bucks                                            | S 101-103                                        | Edwards (28)                                     | Gobert (14)                                      | Shannon (6)                                      | Target Center (18 978)                           | 30-25                                            |
| 56                                               | 13.2.2025                                        | Thunder                                          | V 116-101                                        | Reid (27)                                        | Reid (14)                                        | Edwards, Reid (7)                                | Target Center (18 978)                           | 31-25                                            |
| Pausa All-Star Weekend                           |                                                  |                                                  |                                                  |                                                  |                                                  |                                                  |                                                  |                                                  |
| 57                                               | 21.2.2025                                        | @ Rockets                                        | S 115-121                                        | Edwards (37)                                     | Reid (8)                                         | Conley (5)                                       | Toyota Center (18 055)                           | 31-26                                            |
| 58                                               | 23.2.2025                                        | Thunder                                          | S 123-130                                        | Edwards (29)                                     | McDaniels (13)                                   | Edwards (7)                                      | Target Center (18 978)                           | 31-27                                            |
| 59                                               | 24.2.2025                                        | @ Thunder                                        | V 131-128 (OT)                                   | McDaniels (27)                                   | Edwards (13)                                     | Edwards (8)                                      | Paycom Center (18 203)                           | 32-27                                            |
| 60                                               | 27.2.2025                                        | @ Lakers                                         | S 102-111                                        | Shannon (25)                                     | Reid (12)                                        | DiVincenzo (6)                                   | Crypto.com Arena (18 997)                        | 32-28                                            |
| 61                                               | 28.2.2025                                        | @ Jazz                                           | S 116-117                                        | Reid (27)                                        | Reid (11)                                        | Conley (6)                                       | Delta Center (18 055)                            | 32-29                                            |

#### Marzo 2025
| Stagione - Marzo 2025                          | Stagione - Marzo 2025                          | Stagione - Marzo 2025                          | Stagione - Marzo 2025                          | Stagione - Marzo 2025                          | Stagione - Marzo 2025                          | Stagione - Marzo 2025                          | Stagione - Marzo 2025                          | Stagione - Marzo 2025                          |
| Record Marzo: 11-3 (Casa: 7-2; Trasferta: 4-1) | Record Marzo: 11-3 (Casa: 7-2; Trasferta: 4-1) | Record Marzo: 11-3 (Casa: 7-2; Trasferta: 4-1) | Record Marzo: 11-3 (Casa: 7-2; Trasferta: 4-1) | Record Marzo: 11-3 (Casa: 7-2; Trasferta: 4-1) | Record Marzo: 11-3 (Casa: 7-2; Trasferta: 4-1) | Record Marzo: 11-3 (Casa: 7-2; Trasferta: 4-1) | Record Marzo: 11-3 (Casa: 7-2; Trasferta: 4-1) | Record Marzo: 11-3 (Casa: 7-2; Trasferta: 4-1) |
| Partita                                        | Data                                           | Avversario                                     | Punteggio                                      | Più punti                                      | Più rimbalzi                                   | Più assist                                     | Arena (spettatori)                             | Record                                         |
| ---------------------------------------------- | ---------------------------------------------- | ---------------------------------------------- | ---------------------------------------------- | ---------------------------------------------- | ---------------------------------------------- | ---------------------------------------------- | ---------------------------------------------- | ---------------------------------------------- |
| 62                                             | 2.3.2025                                       | @ Suns                                         | V 116-98                                       | Edwards (44)                                   | Reid (10)                                      | Edwards (7)                                    | Phoenix Suns Arena (17 071)                    | 33-29                                          |
| 63                                             | 4.3.2025                                       | 76ers                                          | V 126-112                                      | Reid (23)                                      | Randle (8)                                     | DiVincenzo (8)                                 | Target Center (17 297)                         | 34-29                                          |
| 64                                             | 5.3.2025                                       | @ Hornets                                      | V 125-110                                      | Edwards, McDaniels (29)                        | McDaniels, Randle, Reid (10)                   | Randle (9)                                     | Spectrum Center (17 578)                       | 35-29                                          |
| 65                                             | 7.3.2025                                       | @ Heat                                         | V 106-104                                      | Randle, Conley, DiVincenzo (15)                | Edwards (13)                                   | Randle (9)                                     | Kaseya Center (19 700)                         | 36-29                                          |
| 66                                             | 9.3.2025                                       | Spurs                                          | V 141-124                                      | Edwards (25)                                   | Gobert (8)                                     | Randle (10)                                    | Target Center (17 875)                         | 37-29                                          |
| 67                                             | 12.3.2025                                      | @ Nuggets                                      | V 115-95                                       | Edwards (29)                                   | Edwards (10)                                   | DiVincenzo, Edwards (6)                        | Ball Arena (19 832)                            | 38-29                                          |
| 68                                             | 14.3.2025                                      | Magic                                          | V 118-111                                      | Edwards (28)                                   | Gobert (12)                                    | DiVincenzo, Edwards, Randle (5)                | Target Center (18 978)                         | 39-29                                          |
| 69                                             | 16.3.2025                                      | Jazz                                           | V 128-102                                      | Edwards (41)                                   | McDaniels (12)                                 | DiVincenzo (7)                                 | Target Center (18 978)                         | 40-29                                          |
| 70                                             | 17.3.2025                                      | Pacers                                         | P 130-132 (OT)                                 | Edwards (38)                                   | Alexander-Walker (9)                           | Conley, Edwards (5)                            | Target Center (17 955)                         | 40-30                                          |
| 71                                             | 19.3.2025                                      | Pelicans                                       | P 115-119                                      | Edwards (29)                                   | Gobert (9)                                     | Edwards, McDaniels, Reid (4)                   | Target Center (16 936)                         | 40-31                                          |
| 72                                             | 21.3.2025                                      | Pelicans                                       | V 134-93                                       | Randle (20)                                    | Gobert (11)                                    | Conley, Reid (6)                               | Target Center (18 978)                         | 41-31                                          |
| 73                                             | 24.3.2025                                      | @ Pacers                                       | P 103-119                                      | Reid (20)                                      | Gobert (16)                                    | Conley (5)                                     | Gainbridge Fieldhouse (17 274)                 | 41-32                                          |
| 74                                             | 28.3.2025                                      | Suns                                           | V 124-109                                      | Randle (25)                                    | Gobert (13)                                    | Randle (8)                                     | Target Center (18 978)                         | 42-32                                          |
| 75                                             | 30.3.2025                                      | Pistons                                        | V 123-104                                      | Randle (26)                                    | Gobert (25)                                    | Randle (5)                                     | Target Center (18 978)                         | 43-32                                          |

#### Aprile 2025
| Stagione - Aprile 2025                         | Stagione - Aprile 2025                         | Stagione - Aprile 2025                         | Stagione - Aprile 2025                         | Stagione - Aprile 2025                         | Stagione - Aprile 2025                         | Stagione - Aprile 2025                         | Stagione - Aprile 2025                         | Stagione - Aprile 2025                         |
| Record Aprile: 6-1 (Casa: 2-0; Trasferta: 4-1) | Record Aprile: 6-1 (Casa: 2-0; Trasferta: 4-1) | Record Aprile: 6-1 (Casa: 2-0; Trasferta: 4-1) | Record Aprile: 6-1 (Casa: 2-0; Trasferta: 4-1) | Record Aprile: 6-1 (Casa: 2-0; Trasferta: 4-1) | Record Aprile: 6-1 (Casa: 2-0; Trasferta: 4-1) | Record Aprile: 6-1 (Casa: 2-0; Trasferta: 4-1) | Record Aprile: 6-1 (Casa: 2-0; Trasferta: 4-1) | Record Aprile: 6-1 (Casa: 2-0; Trasferta: 4-1) |
| Partita                                        | Data                                           | Avversario                                     | Punteggio                                      | Più punti                                      | Più rimbalzi                                   | Più assist                                     | Arena (spettatori)                             | Record                                         |
| ---------------------------------------------- | ---------------------------------------------- | ---------------------------------------------- | ---------------------------------------------- | ---------------------------------------------- | ---------------------------------------------- | ---------------------------------------------- | ---------------------------------------------- | ---------------------------------------------- |
| 76                                             | 1.4.2025                                       | @ Nuggets                                      | V 140-139 (2OT)                                | Edwards (34)                                   | Gobert (12)                                    | Alexander-Walker, Conley, Edwards (8)          | Ball Arena (19 927)                            | 44-32                                          |
| 77                                             | 3.4.2025                                       | @ Nets                                         | V 105-90                                       | Edwards (28)                                   | Gobert (18)                                    | Conley (6)                                     | Barclays Center (17 926)                       | 45-32                                          |
| 78                                             | 5.4.2025                                       | @ 76ers                                        | V 114-109                                      | Edwards (37)                                   | Gobert (19)                                    | Alexander-Walker (5)                           | Wells Fargo Center (19 755)                    | 46-32                                          |
| 79                                             | 8.4.2025                                       | @ Bucks                                        | P 103-110                                      | Edwards (25)                                   | Gobert (9)                                     | Randle (6)                                     | Fiserv Forum (17 341)                          | 46-33                                          |
| 80                                             | 10.4.2025                                      | @ Grizzlies                                    | V 141-125                                      | Edwards (44)                                   | Randle (10)                                    | Conley (9)                                     | FedExForum (17 007)                            | 47-33                                          |
| 81                                             | 11.4.2025                                      | Nets                                           | V 117-91                                       | Gobert (35)                                    | Gobert (11)                                    | Edwards (5)                                    | Target Center (18 978)                         | 48-33                                          |
| 82                                             | 13.4.2025                                      | Jazz                                           | V 116-105                                      | Edwards (43)                                   | Gobert (17)                                    | Alexander-Walker (7)                           | Target Center (18 978)                         | 49-33                                          |

### NBA Playoffs

#### Western Conference First Round
| Playoff - Western Conference First Round 2025                          | Playoff - Western Conference First Round 2025                          | Playoff - Western Conference First Round 2025                          | Playoff - Western Conference First Round 2025                          | Playoff - Western Conference First Round 2025                          | Playoff - Western Conference First Round 2025                          | Playoff - Western Conference First Round 2025                          | Playoff - Western Conference First Round 2025                          | Playoff - Western Conference First Round 2025                          |
| Record Western Conference First Round: 4–1 (Casa: 2–0; Trasferta: 2–1) | Record Western Conference First Round: 4–1 (Casa: 2–0; Trasferta: 2–1) | Record Western Conference First Round: 4–1 (Casa: 2–0; Trasferta: 2–1) | Record Western Conference First Round: 4–1 (Casa: 2–0; Trasferta: 2–1) | Record Western Conference First Round: 4–1 (Casa: 2–0; Trasferta: 2–1) | Record Western Conference First Round: 4–1 (Casa: 2–0; Trasferta: 2–1) | Record Western Conference First Round: 4–1 (Casa: 2–0; Trasferta: 2–1) | Record Western Conference First Round: 4–1 (Casa: 2–0; Trasferta: 2–1) | Record Western Conference First Round: 4–1 (Casa: 2–0; Trasferta: 2–1) |
| Partita                                                                | Data                                                                   | Avversario                                                             | Punteggio                                                              | Più punti                                                              | Più rimbalzi                                                           | Più assist                                                             | Stadio e spettatori                                                    | Record                                                                 |
| ---------------------------------------------------------------------- | ---------------------------------------------------------------------- | ---------------------------------------------------------------------- | ---------------------------------------------------------------------- | ---------------------------------------------------------------------- | ---------------------------------------------------------------------- | ---------------------------------------------------------------------- | ---------------------------------------------------------------------- | ---------------------------------------------------------------------- |
| 1                                                                      | 19.4.2025                                                              | @ Lakers                                                               | V 117-95                                                               | McDaniels (25)                                                         | McDaniels (9)                                                          | Edwards (9)                                                            | Crypto.com Arena (18 997)                                              | 1-0                                                                    |
| 2                                                                      | 22.4.2025                                                              | @ Lakers                                                               | P 85-94                                                                | Randle (27)                                                            | Conley, Edwards, Gobert (6)                                            | Randle (6)                                                             | Crypto.com Arena (18 997)                                              | 1-1                                                                    |
| 3                                                                      | 25.4.2025                                                              | Lakers                                                                 | V 116-104                                                              | McDaniels (30)                                                         | Edwards (8)                                                            | Edwards (8)                                                            | Target Center (19 312)                                                 | 2-1                                                                    |
| 4                                                                      | 27.4.2025                                                              | Lakers                                                                 | V 116-113                                                              | Edwards (43)                                                           | McDaniels (11)                                                         | Edwards (6)                                                            | Target Center (19 289)                                                 | 3-1                                                                    |
| 5                                                                      | 30.4.2025                                                              | @ Lakers                                                               | V 103-96                                                               | Gobert (27)                                                            | Gobert (4)                                                             | Edwards (8)                                                            | Crypto.com Arena (18 997)                                              | 4-1                                                                    |

#### Western Conference Semifinals
| Playoff - Western Conference Semifinals 2025                          | Playoff - Western Conference Semifinals 2025                          | Playoff - Western Conference Semifinals 2025                          | Playoff - Western Conference Semifinals 2025                          | Playoff - Western Conference Semifinals 2025                          | Playoff - Western Conference Semifinals 2025                          | Playoff - Western Conference Semifinals 2025                          | Playoff - Western Conference Semifinals 2025                          | Playoff - Western Conference Semifinals 2025                          |
| Record Western Conference Semifinals: 4–1 (Casa: 2–1; Trasferta: 2–0) | Record Western Conference Semifinals: 4–1 (Casa: 2–1; Trasferta: 2–0) | Record Western Conference Semifinals: 4–1 (Casa: 2–1; Trasferta: 2–0) | Record Western Conference Semifinals: 4–1 (Casa: 2–1; Trasferta: 2–0) | Record Western Conference Semifinals: 4–1 (Casa: 2–1; Trasferta: 2–0) | Record Western Conference Semifinals: 4–1 (Casa: 2–1; Trasferta: 2–0) | Record Western Conference Semifinals: 4–1 (Casa: 2–1; Trasferta: 2–0) | Record Western Conference Semifinals: 4–1 (Casa: 2–1; Trasferta: 2–0) | Record Western Conference Semifinals: 4–1 (Casa: 2–1; Trasferta: 2–0) |
| Partita                                                               | Data                                                                  | Avversario                                                            | Punteggio                                                             | Più punti                                                             | Più rimbalzi                                                          | Più assist                                                            | Stadio e spettatori                                                   | Record                                                                |
| --------------------------------------------------------------------- | --------------------------------------------------------------------- | --------------------------------------------------------------------- | --------------------------------------------------------------------- | --------------------------------------------------------------------- | --------------------------------------------------------------------- | --------------------------------------------------------------------- | --------------------------------------------------------------------- | --------------------------------------------------------------------- |
| 1                                                                     | 6.5.2025                                                              | Warriors                                                              | P 88-99                                                               | Edwards (23)                                                          | Edwards (14)                                                          | Randle (6)                                                            | Target Center (19 223)                                                | 0-1                                                                   |
| 2                                                                     | 8.5.2025                                                              | Warriors                                                              | V 117-93                                                              | Randle (24)                                                           | Edwards, Gobert (9)                                                   | Randle (11)                                                           | Target Center (18 978)                                                | 1-1                                                                   |
| 3                                                                     | 10.5.2025                                                             | @ Warriors                                                            | V 102-97                                                              | Edwards (36)                                                          | Gobert (13)                                                           | Randle (12)                                                           | Chase Center (18 064)                                                 | 2-1                                                                   |
| 4                                                                     | 12.5.2025                                                             | @ Warriors                                                            | V 117-110                                                             | Randle (31)                                                           | McDaniels (13)                                                        | Conley, Edwards (5)                                                   | Chase Center (18 064)                                                 | 3-1                                                                   |
| 5                                                                     | 14.5.2025                                                             | Warriors                                                              | V 121-110                                                             | Randle (29)                                                           | Gobert, Randle (8)                                                    | Edwards (12)                                                          | Target Center (19 395)                                                | 4-1                                                                   |

#### Western Conference Finals
| Playoff - Western Conference Finals 2025                          | Playoff - Western Conference Finals 2025                          | Playoff - Western Conference Finals 2025                          | Playoff - Western Conference Finals 2025                          | Playoff - Western Conference Finals 2025                          | Playoff - Western Conference Finals 2025                          | Playoff - Western Conference Finals 2025                          | Playoff - Western Conference Finals 2025                          | Playoff - Western Conference Finals 2025                          |
| Record Western Conference Finals: 1-4 (Casa: 1–1; Trasferta: 0-3) | Record Western Conference Finals: 1-4 (Casa: 1–1; Trasferta: 0-3) | Record Western Conference Finals: 1-4 (Casa: 1–1; Trasferta: 0-3) | Record Western Conference Finals: 1-4 (Casa: 1–1; Trasferta: 0-3) | Record Western Conference Finals: 1-4 (Casa: 1–1; Trasferta: 0-3) | Record Western Conference Finals: 1-4 (Casa: 1–1; Trasferta: 0-3) | Record Western Conference Finals: 1-4 (Casa: 1–1; Trasferta: 0-3) | Record Western Conference Finals: 1-4 (Casa: 1–1; Trasferta: 0-3) | Record Western Conference Finals: 1-4 (Casa: 1–1; Trasferta: 0-3) |
| Partita                                                           | Data                                                              | Avversario                                                        | Punteggio                                                         | Più punti                                                         | Più rimbalzi                                                      | Più assist                                                        | Stadio e spettatori                                               | Record                                                            |
| ----------------------------------------------------------------- | ----------------------------------------------------------------- | ----------------------------------------------------------------- | ----------------------------------------------------------------- | ----------------------------------------------------------------- | ----------------------------------------------------------------- | ----------------------------------------------------------------- | ----------------------------------------------------------------- | ----------------------------------------------------------------- |
| 1                                                                 | 20.5.2025                                                         | @ Thunder                                                         | P 88-114                                                          | Randle (28)                                                       | Edwards (9)                                                       | Reid (4)                                                          | Paycom Center (18 203)                                            | 0-1                                                               |
| 2                                                                 | 22.5.2025                                                         | @ Thunder                                                         | P 103-118                                                         | Edwards (32)                                                      | Edwards, Gobert (9)                                               | Edwards (6)                                                       | Paycom Center (18 203)                                            | 0-2                                                               |
| 3                                                                 | 24.5.2025                                                         | Thunder                                                           | V 143-101                                                         | Edwards (30)                                                      | Edwards (9)                                                       | Edwards (6)                                                       | Target Center (19 112)                                            | 1-2                                                               |
| 4                                                                 | 26.5.2025                                                         | Thunder                                                           | P 126-128                                                         | Alexander-Walker (23)                                             | Gobert (9)                                                        | Alexander-Walker, Edwards (6)                                     | Target Center (19 250)                                            | 1-3                                                               |
| 5                                                                 | 28.5.2025                                                         | @ Thunder                                                         | P 94-124                                                          | Randle (24)                                                       | DiVincenzo, Edwards (6)                                           | Alexander-Walker, Randle (3)                                      | Paycom Center (18 203)                                            | 1-4                                                               |

### In-Season Tournament

#### Western Conference
| 1  | Oklahoma Thunder *  | 3 | 1 | .750 |  |  |
| 2  | Houston Rockets *   | 3 | 1 | .750 |  |  |
| 3  | G.S. Warriors *     | 3 | 1 | .750 |  |  |
|    |                     |   |   |      |  |  |
| 4  | Dallas Mavericks    | 3 | 1 | .750 |  |  |
| 5  | Phoenix Suns        | 3 | 1 | .750 |  |  |
| 6  | L.A. Clippers       | 2 | 2 | .500 |  |  |
| 7  | Denver Nuggets      | 2 | 2 | .500 |  |  |
| 8  | San Antonio Spurs   | 2 | 2 | .500 |  |  |
| 9  | Minnesota T'wolves  | 2 | 2 | .500 |  |  |
| 10 | L.A. Lakers         | 2 | 2 | .500 |  |  |
| 11 | Portland T. Blazers | 2 | 2 | .500 |  |  |
| 12 | Memphis Grizzlies   | 1 | 3 | .250 |  |  |
| 13 | Sacramento Kings    | 1 | 3 | .250 |  |  |
| 14 | N.O. Pelicans       | 1 | 3 | .250 |  |  |
| 15 | Utah Jazz           | 0 | 4 | .000 |  |  |

#### Gruppo A
| NBA In-Season Tournament - Gruppo A | NBA In-Season Tournament - Gruppo A | NBA In-Season Tournament - Gruppo A | NBA In-Season Tournament - Gruppo A |
| Squadra                             | V                                   | S                                   | V%                                  |
| ----------------------------------- | ----------------------------------- | ----------------------------------- | ----------------------------------- |
| Houston Rockets                     | 3                                   | 1                                   | .750                                |
| L.A. Clippers                       | 2                                   | 2                                   | .500                                |
| Minnesota T'wolves                  | 2                                   | 2                                   | .500                                |
| Portland T. Blazers                 | 2                                   | 2                                   | .500                                |
| Sacramento Kings                    | 1                                   | 3                                   | .250                                |

| In-season Tournament - Fase a gironi                         | In-season Tournament - Fase a gironi                         | In-season Tournament - Fase a gironi                         | In-season Tournament - Fase a gironi                         | In-season Tournament - Fase a gironi                         | In-season Tournament - Fase a gironi                         | In-season Tournament - Fase a gironi                         | In-season Tournament - Fase a gironi                         | In-season Tournament - Fase a gironi                         |
| Record In-season Tournament: 1-1 (Casa: 0-0; Trasferta: 1-1) | Record In-season Tournament: 1-1 (Casa: 0-0; Trasferta: 1-1) | Record In-season Tournament: 1-1 (Casa: 0-0; Trasferta: 1-1) | Record In-season Tournament: 1-1 (Casa: 0-0; Trasferta: 1-1) | Record In-season Tournament: 1-1 (Casa: 0-0; Trasferta: 1-1) | Record In-season Tournament: 1-1 (Casa: 0-0; Trasferta: 1-1) | Record In-season Tournament: 1-1 (Casa: 0-0; Trasferta: 1-1) | Record In-season Tournament: 1-1 (Casa: 0-0; Trasferta: 1-1) | Record In-season Tournament: 1-1 (Casa: 0-0; Trasferta: 1-1) |
| Partita                                                      | Data                                                         | Avversario                                                   | Punteggio                                                    | Più punti                                                    | Più rimbalzi                                                 | Più assist                                                   | Arena (spettatori)                                           | Record                                                       |
| ------------------------------------------------------------ | ------------------------------------------------------------ | ------------------------------------------------------------ | ------------------------------------------------------------ | ------------------------------------------------------------ | ------------------------------------------------------------ | ------------------------------------------------------------ | ------------------------------------------------------------ | ------------------------------------------------------------ |
| 1                                                            | 12.11.2024                                                   | @ Trail Blazers                                              | S 108-122                                                    | Reid (28)                                                    | Gobert (8)                                                   | Conley (6)                                                   | Moda Center (16 880)                                         | 0-1                                                          |
| 2                                                            | 15.11.2024                                                   | @ Kings                                                      | V 126-130 (OT)                                               | Edwards (36)                                                 | Gobert (11)                                                  | Conley (7)                                                   | Golden 1 Center (16 478)                                     | 1-1                                                          |
| 3                                                            | 26.11.2024                                                   | Rockets                                                      | S 111-117                                                    | Edwards (29)                                                 | Gobert (16)                                                  | Dillingham (7)                                               | Target Center (18 978)                                       | 1-2                                                          |
| 4                                                            | 29.11.2024                                                   | Clippers                                                     | V 93-92                                                      | Edwards (21)                                                 | Alexander-Walker, Randle (10)                                | DiVincenzo, McDaniels (5)                                    | Target Center (18 978)                                       | 2-2                                                          |

## Classifiche

### NBA Regular Season

#### Western Conference
| Western Conference | Western Conference      | Western Conference | Western Conference | Western Conference | Western Conference | Western Conference |
| #                  | Squadra                 | V                  | S                  | V%                 | PR                 | PG                 |
| ------------------ | ----------------------- | ------------------ | ------------------ | ------------------ | ------------------ | ------------------ |
| 1                  | y – Oklahoma Thunder *  | 67                 | 14                 | .827               | –                  | 81                 |
| 2                  | y – Houston Rockets *   | 52                 | 29                 | .642               | 15,0               | 81                 |
| 3                  | y – L.A. Lakers *       | 50                 | 32                 | .610               | 17,5               | 82                 |
| 4                  | x – Denver Nuggets      | 50                 | 32                 | .610               | 17,5               | 82                 |
| 5                  | x – L.A. Clippers       | 50                 | 32                 | .610               | 17,5               | 82                 |
| 6                  | x – Minnesota T'wolves  | 49                 | 33                 | .598               | 18,5               | 82                 |
|                    |                         |                    |                    |                    |                    |                    |
| 7                  | p – G.S. Warriors       | 48                 | 34                 | .585               | 19,5               | 82                 |
| 8                  | p – Memphis Grizzlies   | 48                 | 34                 | .585               | 19,5               | 82                 |
| 9                  | p – Sacramento Kings    | 40                 | 42                 | .488               | 27,5               | 82                 |
| 10                 | p – Dallas Mavericks    | 39                 | 43                 | .476               | 28,5               | 82                 |
|                    |                         |                    |                    |                    |                    |                    |
| 11                 | e – Phoenix Suns        | 36                 | 46                 | .439               | 31,5               | 82                 |
| 12                 | e – Portland T. Blazers | 36                 | 46                 | .439               | 31,5               | 82                 |
| 13                 | e – San Antonio Spurs   | 33                 | 47                 | .413               | 33,5               | 80                 |
| 14                 | e – N.O. Pelicans       | 21                 | 61                 | .256               | 46,5               | 82                 |
| 15                 | e – Utah Jazz           | 17                 | 65                 | .207               | 50,5               | 82                 |

#### Northwest Division
| Northwest Division      | V  | S  | V%   | PR   | Casa  | Trasf | Div  | PG |
| ----------------------- | -- | -- | ---- | ---- | ----- | ----- | ---- | -- |
| y – Oklahoma Thunder    | 67 | 14 | .827 | 0,0  | 35–6  | 32–8  | 12-4 | 81 |
| x – Denver Nuggets      | 50 | 32 | .610 | 17,5 | 26–15 | 24–17 | 8-8  | 82 |
| x – Minnesota T'wolves  | 49 | 33 | .598 | 18,5 | 25–16 | 24–17 | 11-5 | 82 |
| e – Portland T. Blazers | 36 | 46 | .439 | 31,5 | 22–19 | 14–27 | 6-10 | 82 |
| e – Utah Jazz           | 17 | 65 | .207 | 50,5 | 10–31 | 7–34  | 3-13 | 82 |

## Mercato

### Free Agency
| Data       | Giocatore    | Destinazione |
| ---------- | ------------ | ------------ |
| 06/07/2024 | Monté Morris | Phoenix Suns |

### Prolungamenti contrattuali
| Data       | Giocatore  |
| ---------- | ---------- |
| 06/07/2024 | Luka Garza |

### Acquisti
| Data       | Giocatore  | Provenienza   |
| ---------- | ---------- | ------------- |
| 06/07/2024 | Joe Ingles | Orlando Magic |

### Scambi
| 26 giugno 2024 | Minnesota T'wolvesDraft rights per Rob Dillingham (2024 #8) | San Antonio SpursDiritto di scambiare le scelte al 1º giro del Draft 2030 Scelta al 1º giro del Draft 2031                                                   |
| 6 luglio 2024  | Scambio a quattro | Scambio a quattro |
| 6 luglio 2024  | Minnesota T'wolvesFuture scelta al 2º giro (da Memphis) Cash considerations (da Toronto) | Detroit PistonsWendell Moore (da Minnesota) Draft rights per Bobi Klintman (2024 #37) (da Minnesota)                                                         |
| 6 luglio 2024  | Memphis GrizzliesDraft rights per Cam Spencer (2024 #53) (da Detroit) | Toronto RaptorsDraft rights per Ulrich Chomche (2024 #57) (da Memphis)                                                                                       |
| 6 luglio       | Scambio a sei | Scambio a sei |
| 6 luglio       | Minnesota T'wolvesScelta al 2º giro del Draft 2025 (da Golden State via Charlotte) Diritto di scambiare le scelte al 2º giro del Draft 2031 (da Golden State) Cash considerations (da Golden State)                                                                                           | Charlotte HornetsJosh Green (da Dallas) Reggie Jackson (da Denver) Scelta al 2º giro del Draft 2029 (da Denver) Scelta al 2º giro del Draft 2030 (da Denver) |
| 6 luglio       | Dallas MavericksKlay Thompson (da Golden State) Scelta al 2º giro del Draft 2025 (da Golden State) | Denver NuggetsCash considerations (da Charlotte) |
| 6 luglio       | G.S. WarriorsKyle Anderson (da Minnesota) Buddy Hield (da Philadelphia) | Philadelphia 76ersScelta al 2º giro del Draft 2031 (da Golden State via Dallas)                                                                              |
| 2 ottobre 2024 | Scambio a tre | Scambio a tre |
| 2 ottobre 2024 | Minnesota T'wolvesKeita Bates-Diop (da New York) Donte DiVincenzo (da New York) Julius Randle (da New York) Scelta al 1º giro del Draft 2025 (da New York) | N.Y. KnicksKarl-Anthony Towns (da Minnesota) Draft rights per James Nnaji (2023 #31) (da Charlotte)                                                          |
| 2 ottobre 2024 | Charlotte HornetsCharlie Brown (da New York) DaQuan Jeffries (da New York) Duane Washington Jr. (da New York) Scelta al 2º giro del Draft 2025 (da Minnesota) Scelta al 2º giro del Draft 2026 (da New York) Scelta al 2º giro del Draft 2031 (da New York) Cash considerations (da New York) | |